# Raffaele Palladino
Raffaele Palladino (Mugnano di Napoli, 17 aprile 1984) è un allenatore di calcio ed ex calciatore italiano, di ruolo attaccante o centrocampista.

## Biografia
Nato a Mugnano di Napoli, è il più piccolo di quattro fratelli. Anche il padre Guglielmo è stato calciatore, arrivando a giocare in Serie C con la Sambenedettese.

## Caratteristiche tecniche

### Giocatore
Era un attaccante esterno, ala o seconda punta, agile e con un'ottima tecnica, abile nell'arrivare al tiro sfruttando dribbling e velocità.

## Carriera

### Giocatore

#### Club

##### Gli inizi, Juventus e prestiti

Palladino (accosciato, al centro) nella squadra Primavera della Juventus vincitrice del Torneo di Viareggio 2004

Cresciuto nella squadra giovanile del suo paese, gli Amici di Mugnano, ancora minorenne si trasferisce allo Sporting Benevento dove trascorre il primo anno nelle giovanili, inizialmente nelle file della squadra Allievi e poi di quella Primavera. Nella stagione successiva, a causa dei problemi societari della squadra campana, viene schierato alcune volte titolare in Serie C1. In quella stagione disputa 8 partite e segna un gol. Notato dai dirigenti della Juventus, viene acquistato dai bianconeri con cui disputa due campionati Primavera, in cui forma con il nigeriano Benjamin Onwuachi una delle coppie più promettenti del calcio italiano e segna 20 reti nel primo anno e 21 nel secondo.
Vista la qualità mostrata nelle giovanili, viene aggregato alla prima squadra, partecipando alle amichevoli contro l'Al-Ain e l'All Stars segnando anche un gol. La Juventus poi decide di prestarlo per fargli fare esperienza.
Disputa così una stagione in Serie B con la Salernitana allenata da Angelo Gregucci, giocando 39 partite con 15 reti in campionato. Dopo questa stagione a Salerno torna a Torino ed in estate viene prestato dal club bianconero al Livorno. Il 27 agosto 2005 esordisce in A, segnando la rete decisiva nella vittoria con il Lecce. In questa annata subisce diversi infortuni, il più grave dei quali al ginocchio.

##### Ritorno alla Juventus
Nella stagione 2006-2007 torna definitivamente nella squadra bianconera, allenata da Didier Deschamps, in Serie B. Il 18 novembre nella trasferta di Bergamo contro l'AlbinoLeffe, complice l'infortunio di Del Piero, viene schierato titolare e segna al 52' il suo primo gol con la maglia della Juventus, fissando il risultato sull'1-1. Entra in pianta stabile nell'undici titolare di Deschamps anche per la squalifica di cinque giornate di Pavel Nedvěd. Il 19 marzo 2007 segna contro la Triestina la sua prima tripletta in carriera. Il suo score stagionale è di 8 reti in 25 presenze, riuscendo a dare un contributo importante alla promozione in Serie A.
Nella stagione 2007-2008 viene riconfermato dal tecnico Claudio Ranieri. Alla quinta giornata di campionato segna il suo primo gol in Serie A in maglia bianconera nella partita contro la Reggina (4-0). Durante la stagione Palladino soffre però la concorrenza di Del Piero, Iaquinta e Trezeguet e viene relegato al ruolo di quarta punta. Verso la fine della stagione segna il suo secondo gol in campionato contro il Parma allo stadio Olimpico.

##### Genoa
Il 3 luglio 2008 passa al Genoa in comproprietà, per 5 milioni di euro. Anche a causa di un grave infortunio al ginocchio rimediato nella partita casalinga contro l'Atalanta, Palladino nella prima parte della stagione non trova molto spazio. Tuttavia nel finale di campionato, si rivela una pedina fondamentale per Gasperini grazie ai numerosi assist e ai gol: in particolare è protagonista della sfida interna dell'11 aprile 2009 contro la Juventus, nella quale mette a segno il gol della vittoria all'88'. È l'autore dell'assist a Diego Milito per il 3-1 finale (storica la tripletta dell'attaccante argentino, primo calciatore in assoluto a riuscire nell'impresa nelle stracittadine genovesi) nel derby di ritorno contro la Sampdoria.
A partire dalla fine del campionato 2008-2009, un'infezione virale lo tiene fuori dal campo per parecchi mesi, precludendogli anche la possibilità di allenarsi. Solo l'8 settembre 2009 Palladino può riprendere una graduale attività di allenamento. Torna in campo il 20 settembre, in occasione della trasferta contro il Chievo. Nel Derby della Lanterna n°101 segna il rigore del 3-0, ma dopo averlo siglato fa infuriare i tifosi blucerchiati andando sotto la Gradinata Sud tendendo l'orecchio. In seguito a quell'episodio rischia la rissa con il capitano blucerchiato Angelo Palombo.

##### Parma
Il 4 gennaio 2011 il Genoa cede la propria metà del cartellino al Parma. Il giocatore diviene così in comproprietà fra Parma e Juventus. Il 6 gennaio 2011, alla prima partita con i ducali, proprio contro la Juventus, sigla il gol del definitivo 1-4 per il Parma a Torino al 93' minuto.
Il 24 giugno 2011 la società emiliana riscatta interamente il cartellino dalla Juventus. Il 18 novembre 2012 realizza la 1000ª rete del Parma in Serie A, segnando la rete del definitivo pareggio in Udinese-Parma 2-2. A causa di un infortunio al ginocchio perde praticamente la possibilità di giocare nelle stagioni 2011-12 e 2012-13. Dopo il fallimento del Parma, resta svincolato.

##### Crotone
Nel novembre 2015 viene tesserato dal Crotone, militante in B e allenato da Ivan Jurić (suo compagno di squadra al Genoa). Si sblocca con la maglia rossoblu nel marzo 2016, realizzando una doppietta all'Ascoli e un gol al Pescara. La successiva rete, su rigore, è contro il Modena nel pareggio che vale la storica promozione in A.
Il 28 agosto, segnando contro il Genoa, realizza la prima rete del Crotone in Serie A, che però non impedisce la sconfitta per 3-1.
Con i calabresi in 14 mesi mette insieme 43 presenze e 6 gol tra Serie B, Serie A e Coppa Italia.

##### Ritorno in Liguria, Monza
Il 30 gennaio 2017 ritorna al Genoa a titolo definitivo per la cifra di 250 000 euro ritrovando il suo ex compagno di squadra e allenatore Jurić. Dopo aver disputato 16 partite, il 22 dicembre viene messo fuori rosa a causa dell'arrivo di Giuseppe Rossi (per non superare il limite massimo di 25 giocatori per rosa).
Il 15 gennaio 2018 passa allo Spezia, militante in Serie B, con cui gioca 6 partite prima di rimanere svincolato.
Ancora senza squadra, Il 31 marzo 2019 passa al Monza, società allora militante in Serie C e appena rilevata da Silvio Berlusconi e Adriano Galliani. Palladino torna così a giocare nella terza serie italiana dopo l’esperienza fatta a Benevento a inizio carriera. Tuttavia, a causa di problemi fisici, l'attaccante non viene mai impiegato nella sua esperienza brianzola e, al termine della stagione, non gli viene rinnovato il contratto.

#### Nazionale
Campione d'Europa con l'Under-19 nel 2003, conta 3 presenze in nazionale maggiore.

### Allenatore

#### Monza

##### Giovanili
Il 9 ottobre 2019, dopo aver annunciato il ritiro dall'attività agonistica, diventa collaboratore tecnico nel settore giovanile del club brianzolo, club in cui ha concluso la carriera da calciatore.
Nel giugno 2020 diventa tecnico della squadra Under-15 del Monza.
Il 9 luglio 2021 viene promosso alla guida della squadra Primavera. Nella sua prima stagione con l'Under-19 brianzola riesce a condurre la squadra al quarto posto finale nel girone di campionato: la formazione si qualifica così ai play-off per la promozione in Primavera 1, spareggi nei quali viene eliminata dal Parma in semifinale.

##### Prima squadra
Il 13 settembre 2022 viene promosso alla guida della prima squadra del Monza dopo l'esonero di Giovanni Stroppa, che lascia la squadra all’ultimo posto con un solo punto raccolto nelle prime 6 giornate. All'esordio vince per 1-0 in casa contro la Juventus, dando alla propria squadra la prima storica vittoria in Serie A. Con 3 vittorie nelle prime 3 partite diviene l'allenatore con più punti ottenuti nelle prime 3 partite sotto la gestione di Berlusconi, tra l'altro senza subire gol. Viene premiato MVC di Serie A del mese di aprile 2023.
A inizio giugno, quando manca una partita al termine e dopo aver raggiunto la salvezza con sei giornate di anticipo, rinnova il proprio contratto con il Monza fino al 2024. Termina quindi il campionato all'11º posto avendo messo insieme 51 punti in 32 partite frutto di 14 vittorie, 9 pareggi e 9 sconfitte.
Dopo essere stato ammesso al corso di formazione per ottenere la licenza UEFA Pro (il massimo livello di formazione per un allenatore) nel settembre 2022, Palladino completa gli esami finali circa un anno dopo, venendo quindi abilitato dal Settore Tecnico della FIGC. In questa stagione la sua squadra si piazza al 12º posto in campionato con 45 punti.

#### Fiorentina
Il 4 giugno 2024, la Fiorentina annuncia ufficialmente l'ingaggio di Palladino; contestualmente, l'allenatore firma un contratto biennale con il club viola, con opzione per un'ulteriore stagione. Porta i gigliati in semifinale di UEFA Conference League, sconfitti dal Betis, e al 6º posto in Serie A con 65 punti ottenendo un'altra qualificazione (la quarta consecutiva) alla terza coppa europea per prestigio.
Il 7 maggio 2025, rinnova il proprio contratto con i gigliati fino al 30 giugno 2027; tuttavia, il 30 maggio seguente, si dimette e risolve ufficialmente il proprio contratto, in seguito a divergenze emerse con la società.

## Statistiche

### Presenze e reti nei club
| Stagione        | Squadra         | Campionato      | Campionato | Campionato | Coppe nazionali | Coppe nazionali | Coppe nazionali | Coppe continentali | Coppe continentali | Coppe continentali | Altre coppe | Altre coppe | Altre coppe | Totale | Totale |
| Stagione        | Squadra         | Comp            | Pres       | Reti       | Comp            | Pres            | Reti            | Comp               | Pres               | Reti               | Comp        | Pres        | Reti        | Pres   | Reti   |
| --------------- | --------------- | --------------- | ---------- | ---------- | --------------- | --------------- | --------------- | ------------------ | ------------------ | ------------------ | ----------- | ----------- | ----------- | ------ | ------ |
| 2001-2002       | Benevento       | C1              | 8          | 1          | CI-C            | ?               | ?               | -                  | -                  | -                  | -           | -           | -           | 8+     | 1+     |
| 2003-2004       | Juventus        | A               | 0          | 0          | CI              | 1               | 0               | UCL                | 0                  | 0                  | -           | -           | -           | 1      | 0      |
| 2004-2005       | Salernitana     | B               | 39         | 15         | CI              | 4               | 4               | -                  | -                  | -                  | -           | -           | -           | 43     | 19     |
| 2005-2006       | Livorno         | A               | 22         | 2          | CI              | 3               | 0               | -                  | -                  | -                  | -           | -           | -           | 25     | 2      |
| 2006-2007       | Juventus        | B               | 25         | 8          | CI              | 0               | 0               | -                  | -                  | -                  | -           | -           | -           | 25     | 8      |
| 2007-2008       | Juventus        | A               | 26         | 2          | CI              | 5               | 0               | -                  | -                  | -                  | -           | -           | -           | 31     | 2      |
| Totale Juventus | Totale Juventus | Totale Juventus | 51         | 10         |                 | 6               | 0               |                    | -                  | -                  |             | -           | -           | 57     | 10     |
| 2008-2009       | Genoa           | A               | 28         | 3          | CI              | 2               | 0               | -                  | -                  | -                  | -           | -           | -           | 30     | 3      |
| 2009-2010       | Genoa           | A               | 25         | 4          | CI              | 0               | 0               | UEL                | 5                  | 0                  | -           | -           | -           | 30     | 4      |
| 2010-gen. 2011  | Genoa           | A               | 5          | 0          | CI              | 1               | 0               | -                  | -                  | -                  | -           | -           | -           | 6      | 0      |
| gen.-giu. 2011  | Parma           | A               | 11         | 3          | CI              | 1               | 0               | -                  | -                  | -                  | -           | -           | -           | 12     | 3      |
| 2011-2012       | Parma           | A               | 5          | 0          | CI              | 1               | 0               | -                  | -                  | -                  | -           | -           | -           | 6      | 0      |
| 2012-2013       | Parma           | A               | 8          | 1          | CI              | 0               | 0               | -                  | -                  | -                  | -           | -           | -           | 8      | 1      |
| 2013-2014       | Parma           | A               | 24         | 3          | CI              | 3               | 2               | -                  | -                  | -                  | -           | -           | -           | 27     | 5      |
| 2014-2015       | Parma           | A               | 23         | 4          | CI              | 1               | 0               | -                  | -                  | -                  | -           | -           | -           | 24     | 4      |
| Totale Parma    | Totale Parma    | Totale Parma    | 71         | 11         |                 | 6               | 2               |                    | -                  | -                  |             | -           | -           | 77     | 13     |
| 2015-2016       | Crotone         | B               | 22         | 4          | CI              | 1               | 0               | -                  | -                  | -                  | -           | -           | -           | 23     | 4      |
| 2016-gen. 2017  | Crotone         | A               | 19         | 2          | CI              | 1               | 0               | -                  | -                  | -                  | -           | -           | -           | 20     | 2      |
| Totale Crotone  | Totale Crotone  | Totale Crotone  | 41         | 6          |                 | 2               | 0               |                    | -                  | -                  |             | -           | -           | 43     | 6      |
| gen.-giu. 2017  | Genoa           | A               | 12         | 0          | CI              | 0               | 0               | -                  | -                  | -                  | -           | -           | -           | 12     | 0      |
| 2017-gen. 2018  | Genoa           | A               | 4          | 0          | CI              | 0               | 0               | -                  | -                  | -                  | -           | -           | -           | 4      | 0      |
| Totale Genoa    | Totale Genoa    | Totale Genoa    | 74         | 7          |                 | 3               | 0               |                    | 5                  | 0                  |             | -           | -           | 82     | 7      |
| gen.-giu. 2018  | Spezia          | B               | 6          | 0          | CI              | 0               | 0               | -                  | -                  | -                  | -           | -           | -           | 5      | 0      |
| apr.-giu. 2019  | Monza           | C               | 0          | 0          | CI+CI-C         | 0+0             | 0               | -                  | -                  | -                  | -           | -           | -           | 0      | 0      |
| Totale carriera | Totale carriera | Totale carriera | 312        | 51         |                 | 24+             | 6+              |                    | 5                  | 0                  |             | -           | -           | 341+   | 57+    |

### Cronologia presenze e reti in nazionale
| Cronologia completa delle presenze e delle reti in nazionale ― Italia | Cronologia completa delle presenze e delle reti in nazionale ― Italia | Cronologia completa delle presenze e delle reti in nazionale ― Italia | Cronologia completa delle presenze e delle reti in nazionale ― Italia | Cronologia completa delle presenze e delle reti in nazionale ― Italia | Cronologia completa delle presenze e delle reti in nazionale ― Italia | Cronologia completa delle presenze e delle reti in nazionale ― Italia | Cronologia completa delle presenze e delle reti in nazionale ― Italia |
| Data                                                                  | Città                                                                 | In casa                                                               | Risultato                                                             | Ospiti                                                                | Competizione                                                          | Reti                                                                  | Note                                                                  |
| --------------------------------------------------------------------- | --------------------------------------------------------------------- | --------------------------------------------------------------------- | --------------------------------------------------------------------- | --------------------------------------------------------------------- | --------------------------------------------------------------------- | --------------------------------------------------------------------- | --------------------------------------------------------------------- |
| 21-11-2007                                                            | Modena                                                                | Italia                                                                | 3 – 1                                                                 | Fær Øer                                                               | Qual. Euro 2008                                                       | -                                                                     |                                                                       |
| 6-2-2008                                                              | Zurigo                                                                | Italia                                                                | 3 – 1                                                                 | Portogallo                                                            | Amichevole                                                            | -                                                                     | 78’                                                                   |
| 14-11-2009                                                            | Pescara                                                               | Italia                                                                | 0 – 0                                                                 | Paesi Bassi                                                           | Amichevole                                                            | -                                                                     | 56’                                                                   |
| Totale                                                                |                                                                       | Presenze                                                              | 3                                                                     |                                                                       | Reti                                                                  | 0                                                                     |                                                                       |

### Statistiche da allenatore
Statistiche aggiornate al 25 maggio 2025.
| Stagione        | Squadra         | Campionato      | Campionato | Campionato | Campionato | Campionato | Coppe nazionali | Coppe nazionali | Coppe nazionali | Coppe nazionali | Coppe nazionali | Coppe continentali | Coppe continentali | Coppe continentali | Coppe continentali | Coppe continentali | Altre coppe | Altre coppe | Altre coppe | Altre coppe | Altre coppe | Totale | Totale | Totale | Totale | % Vittorie | Piazzamento |
| Stagione        | Squadra         | Comp            | G          | V          | N          | P          | Comp            | G               | V               | N               | P               | Comp               | G                  | V                  | N                  | P                  | Comp        | G           | V           | N           | P           | G      | V      | N      | P      | %          | Piazzamento |
| --------------- | --------------- | --------------- | ---------- | ---------- | ---------- | ---------- | --------------- | --------------- | --------------- | --------------- | --------------- | ------------------ | ------------------ | ------------------ | ------------------ | ------------------ | ----------- | ----------- | ----------- | ----------- | ----------- | ------ | ------ | ------ | ------ | ---------- | ----------- |
| set. 2022-2023  | Monza           | A               | 32         | 14         | 9          | 9          | CI              | 2               | 1               | 0               | 1               | -                  | -                  | -                  | -                  | -                  | -           | -           | -           | -           | -           | 34     | 15     | 9      | 10     | 44,12      | Sub., 11º   |
| 2023-2024       | Monza           | A               | 38         | 11         | 12         | 15         | CI              | 1               | 0               | 0               | 1               | -                  | -                  | -                  | -                  | -                  | -           | -           | -           | -           | -           | 39     | 11     | 12     | 16     | 28,21      | 12º         |
| Totale Monza    | Totale Monza    | Totale Monza    | 70         | 25         | 21         | 24         |                 | 3               | 1               | 0               | 2               |                    | -                  | -                  | -                  | -                  |             | -           | -           | -           | -           | 73     | 26     | 21     | 26     | 35,62      |             |
| 2024-2025       | Fiorentina      | A               | 38         | 19         | 8          | 11         | CI              | 1               | 0               | 1               | 0               | UECL               | 14                 | 6                  | 5                  | 3                  | -           | -           | -           | -           | -           | 53     | 25     | 14     | 14     | 47,17      | 6º          |
| Totale carriera | Totale carriera | Totale carriera | 108        | 44         | 29         | 35         |                 | 4               | 1               | 1               | 2               |                    | 14                 | 6                  | 5                  | 3                  |             | -           | -           | -           | -           | 126    | 51     | 35     | 40     | 40,48      |             |

## Palmarès

### Giocatore

#### Club

##### Competizioni giovanili
- Torneo di Viareggio: 2

Juventus: 2003, 2004
- Coppa Italia Primavera: 1

Juventus: 2003-2004

##### Competizioni nazionali
- Campionato italiano di Serie B: 1

Juventus: 2006-2007

#### Nazionale
- Campionato d'Europa Under-19: 1

Liechtenstein 2003